# البنك الوطني الإسلامي
البنك الوطني الإسلامي هو شركة فلسطينية تأسست كشركة عامة محدودة الأسهم. بدأ البنك فتح باب الاكتتاب في 15 مارس 2009م، ومن ثم فتح أبوابه للجمهور في 21 أبريل 2009م. تم ترخيصه للعمل بموجب قرار مجلس وزراء حكومة حركة حماس الأولى في 25 نوفمبر 2008م للعمل في مجال العمل المصرفي.
يقع مقر البنك الرئيسي في مدينة غزة، وله فروع في خان يونس ورفح والنصر.